# Scharpehorn
Kleine Scharpehorn, Lutje Schaephorn, Schaphorn  of Spoorwegwierde is een thans onbewoonde dorpswierde bij Tjamsweer in een bocht van de Kleine Heekt, waarvan de oorspronkelijke naam vermoedelijk verloren is gegaan. Hij is gedeeltelijk afgegraven.
Hij wordt doorsneden door de spoorlijn Groningen - Delfzijl. Ten oosten van de wierde lag de boerderij Groot Scharpehorn. De wierde wordt in 1628 vermeld als in de Scherpehorn. De landerijen in deze omgeving waren grotendeels kerkelijk bezit, behorend aan de pastorie te Tjamsweer, de Nicolaïkerk te Appingedam en de Kruisheren van Scharmer.
Ook in Uithuizermeeden bevond zich een buurtschap Scherphorn aan de Schapeweg; nu is het de naam van een sporthal.